# Lista di vitigni
Quella che segue è la lista di vitigni in ordine alfabetico.

## A
- Abbuoto
- Abondant
- Abouriou
- Abrusco
- Accent
- Acolon
- Agianniotiko
- Agiorgitiko
- Aghedene
- Aglianico
- Aglianico del Vulture
- Aglianicone
- Agni
- Agostina
- Airén
- Albana
- Albanello
- Albaranzeuli bianco
- Albaranzeuli nero

- Albariño
- Albarola
- Albillo
- Alcañon (sin. Macabeu)
- Albarossa
- Aleatico
- Alicante
- Aligoté
- Alionza
- Almería
- Alphonse-lavallée (sin. ribier [California], danube [Marsiglia])
- Altesse
- Alvarega
- Amigne
- Ancellotta
- Angela
- Angelo pirovano
- Annamaria

- Angevine Oberlin
- Antinello
- Aramon
- Aranel
- Arbane o Arbanne
- Arbois
- Argu mannu
- Arinarnoa
- Arinto
- Arneis
- Arriloba
- Arrouya
- Arvesiniadu
- Arvine
- Arrufiac
- Assyrtiko
- Auxerrois
- Avanà
- Avarengo

## B
- Baco blanc e Baco noir
- Baga
- Balochin
- Baratuciàt
- Barbarossa
- Barbera
- Barbera bianca
- Baresana
- Baroque
- Barsaglina
- Becuét
- Bellone
- Bianca addosa

- Bianca remungia
- Biancame
- Bianchetta Genovese o Albarola
- Bianchetta Trevigiana
- Bianco d'Alessano
- Black Hamburg
- Black magic
- Blanc Verdan
- Bobal
- Bogazkere
- Bombino bianco
- Bombino nero
- Bonamico

- Bonarda
- Boschera
- Bosco
- Bovale
- Bouchet
- Bourboulenc
- Brachetto
- Bragat rosa
- Bual
- Bussanello

## C
- Cabernet franc
- Cabernet sauvignon
- Cacchione (sin. di Bellone)
- Cagnulari o Cagniulari
- Canaiolo
- Cannonau
- Cannonau bianco
- Carcajolo bianco
- Carcajolo nero
- Cardinal
- Carmenere
- Carricante
- Casavecchia
- Castellaro (sin. di Catarratto)
- Catalanesca bianca
- Centesimino

- César o romain
- Chambourcin
- Chancellor
- Chardonnay
- Chasselas
- Chasselas di Gerusalemme
- Chasselas dorato di Fontainebleau
- Chasselas di Moissac
- Chasselas di Thomery
- Chatus
- Chelois
- Chenin blanc
- Ciliegiolo
- Ciminnita
- Cinsault
- Clairette

- Claverie
- Clinton
- Colombard
- Colorino
- Corbèse
- Corinto
- Cornalin
- Cortese
- Corvina
- Corvinone
- Côt
- Counoise
- Croatina
- Crussin
- Czabah

## D
- Dabouki (sin. malaga bianco, sabal kanskoï)
- Danube, vedi Alphonse-lavallée
- Damaschino
- Dattier de Beyrouth (sin. regina)
- Delizia di Vaprio
- Dindarella
- Diolinoir

- Dobričić
- Dolcetto
- Duras
- Durella
- Durif

## E
- Emir
- Emperor
- Erbaluce
- Ermitage
- Étraire
- Enantio

## F
- Falanghina
- Fendant (Savoia, Svizzera)
- Fer Servadou (sin. pinenc, mansois o braucol)
- Fetească Albă
- Fetească Neagră
- Fetească Regală
- Fiano

- Frankenthal, chasselas di Gerusalemme
- Frankonia {sin. Blaufränkisch (Austria), kékfrankos (Ungheria), frankovka (Croazia) e Slovenia), Lemberger o Limberger (Allemagna)}
- Frappato di Vittoria
- Frankovka {sin. Blaufränkisch (Austria), kékfrankos (Ungheria), Lemberger ou Limberger (Allemagna), frankonia (Italia)}

- Freisa
- Friulano o Tocai friulano
- Fumin
- Furmint
- Fogarina
- Folle blanche (sin. gros plant [paese di Nantes e Vendée], piquepoult [Gers])
- Fortana

## G
- Gaglioppo
- Gamay
- Gamay di Chaudenay
- Gamay del Trasimeno
- Gamay Fréaux
- Gamza
- Garganega
- Garanoir
- Gewürztraminer o Traminer aromatico
- Giacchè o Ciambrusca
- Gouais
- Gouget noir

- Granaccia
- Grappello Ruberti
- Grasă de Cotnari
- Grechetto
- Greco
- Greco nero
- Grenache bianco, grigio o nero
- Grignolino
- Grillo
- Grolleau
- Groppello

- Groppello di Revò
- Gros colman
- Gros manseng
- Gros noir des Béni-Abbès (Algeria)
- Gros vert (sin. verdaou, verdal)
- Gutedel
- Grüner Veltliner

## H
- Hárslevelü
- Hibou
- Humagne bianco
- Humagne rosso

## I
- Incrocio Bruni 54
- Idéal
- Inzolia o Ansonica
- Isabelle
- Italia

## J
- Jacquère
- Jacquez
- Jaoumet (sin. Saint-Jacques)
- Johannisberg
- Joubertin
- Juan García

## K
- Kadarka
- Kalecik Karası
- Kékfrankos {sin. Blaufränkisch (Austria), frankovka (Croazia) et Slovenia), Lemberger o Limberger (Germania), frankonia (Italia)}
- Kéknyelü
- Kerner
- Khndoghni
- Klevener
- Koshu
- Kyoho

## L
- Lacrima
- Lagrein
- Lambrusco a foglia frastagliata o Enantio
- Lambrusco a foglia tonda o Casetta
- Lambrusco Barghi
- Lambrusco dal peduncolo rosso o Terrano
- Lambrusco di Sorbara
- Lambrusco Grasparossa
- Lambrusco Maestri
- Lambrusco Marani
- Lambrusco Montericco
- Lambrusco Oliva
- Lambrusco Salamino
- Lambrusco Viadanese
- Len de l'El
- Liliorila
- Loureiro
- Lumassina

## M
- Macabeo
- Madeleine Oberlin
- Magliocco
- Malaga bianco
- Malbec
- Malvasia
- Malvasia Bianca di Candia
- Malvasia di Lipari
- Malvasia nera di Brindisi
- Manzoni bianco
- Maratheftiko
- Marsanne o marsanne bianca
- Marselan
- Marzemino
- Mauzac B
- Mavro
- Mavrud
- Melon
- Mencía

- Melon di Bourgogne
- Merlot
- Meslier
- Meunier
- Millot Léon
- Minnella
- Molette
- Molinara
- Mondeuse
- Montepulciano
- Moristel
- Morrastel
- Moscato
- Moscato d'Amburgo
- Moscato di Scanzo
- Mourvèdre
- Müller-Thurgau
- Muscadelle
- Muscardin

## N
- Narince
- Nasco
- Neuburger
- Nebbiolo
- Négrette
- Negroamaro
- Nerello cappuccio
- Nerello mascalese
- Neretta cuneese
- Neretto di Bairo
- Nero d'Avola
- Nielluccio
- Noir de Listan
- Nonay
- Noah
- Norton
- Nosiola
- Nocera Milazzo
- Nocera Vulcano

## O
- Odjaleschi
- Öküzgözü
- Olivetta bianca
- Olivetta nera
- Ondenc
- Ormeasco (Sin. di Dolcetto)
- Ortrugo

## P
- Païen
- Palieri
- Palomino
- Pamid
- Parellada
- Parraleta
- Pascal blanc
- Pecorino
- Pedro ximénez
- Pelara
- Peloursin
- Perdea
- Perricone o Pignatello
- Perle de Csaba
- Persan

- Petit Courbu
- Petit manseng
- Petit Verdot
- Petit meslier
- Petite syrah
- Petite arvine
- Piedirosso
- Picardan
- Picolit
- Pigato
- Pignolo
- Pineau d'Aunis
- Pinot bianco
- Pinot grigio
- Pinot meunier

- Pinot nero
- Pinotage
- Piquepoul
- Pizzutella
- Plavac Mali
- Pointu de vimines
- Poulsard
- Prié blanc
- Primitivo
- Prin blanc
- Prokupac
- Prosecco
- Prugnolo Gentile (Sin. di Sangiovese)
- Prunent

## Q
- Quagliano

## R
- Raboso
- Rebo
- Refosco
- Regent
- Regina
- Regina delle vite
- Ribolla gialla
- Riesling
- Riesling italiano
- Rogettaz
- Rognin
- Rolle o Vermentino
- Rollo
- Romain o César
- Romorantin
- Rondinella
- Rossese
- Red Globe

## S
- St. François
- St. Jacques
- St. Jeannet
- St. Laurent
- Sagrantino
- Sangiovese
- Saperavi
- Sauvignon
- Savagnin
- Savagnin blanc
- Savagnin rose
- Scheurebe

- Schiava
- Sciacarello
- Sémillon
- Sercial
- Servant
- Seyval blanc
- Skadarka
- Steen
- Sultanine
- Sylvaner
- Syrah

## T
- Tannat
- Tempranillo
- Termarina
- Teroldego
- Terret nero
- Tibouren, scritto pure Tibourin
- Timorasso
- Tinta Cão
- Tintilia
- Tocai, o Tocai Friulano, dal 2007 Friulano

- Tokaji, vino ungherese
- Torrontés
- Touriga Francesa
- Touriga Nacional
- Traminer aromatico o Traminer o Gewürztraminer
- Trebbiano
- Trebbiano di Soave
- Trepat
- Tressalier
- Trousseau

## U
- Ugni bianco
- Rondo
- Uva di Troia
- Uva fragola

## V
- Valensy nero
- Valentino nero
- Verdal
- Verdaou
- Verdeca
- Verdejo
- Verdelho
- Verdicchio
- Verdiso
- Vermentino o Rolle
- Vernaccia Nera
- Verpillin
- Vespolina
- Vidal blanc
- Viognier
- Vittoria
- Viura (sin di Macabeo)
- Vranac o Vranec

## W
- Weissburgunder
- Welschriesling
- Wildbacher spätblau

## X
- Xarel·lo
- Xynisteri

## Z
- Zanello
- Zibibbo
- Zinfandel (sin. di Primitivo)
- Zweigelt